# Abstract Window Toolkit
L'Abstract Window Toolkit (AWT) és una plataforma independent de gestió de finestres, gràfics, i una eina per a ginys per a la interfície d'usuari.
És originari del llenguatge de programació Java. L'AWT actualmenent forma part de Java Foundation Classes (JFC), la interfície de programació d'aplicacions (API) estandarditzat que proporciona interfícies gràfiques d'usuari (IGU) per a programes escrits en Java. AWT també és l'eina de la interfície gràfica d'usuari per a un conjunt de perfils de Java ME. Per exemple, els perfils de configuració per als dispositius connectats requereixen un runtime de Java als telèfons mòbils per a suportar AWT.